# Jamie Chung
Jamie Ji-Lynn Chung (San Francisco, 1983. április 10. –) amerikai színésznő és egykori reality televíziós személyiség.

## Fiatalkora
Jamie Jilynn Chung néven született és nőtt fel a kaliforniai San Franciscóban. Nővérével együtt második generációs koreai-amerikaiak, elmondása szerint szülei "tradicionális" szellemben nevelték fel. 1980-ban az Amerikai Egyesült Államokba költöztek, ahol hamburgerezőt üzemeltettek. Miután 2001-ben befejezte a Lowell-i középiskolát, 2005-ben a Riverside-i Kaliforniai Egyetemen tanult és közgazdaságtant végzett. Tagja volt a Kappa Kappa Gamma diákszövetségnek.

## Magánélete
2013-ban Manhattanbe költözött. 2012 elején kezdett el randevúzni Bryan Greenberg színész-zenésszel. 2013 decemberében jegyezték el egymást. Chung szülővárosában, San Franciscóban tett látogatása során Greenberg egy általa írt dal eléneklésével lepte meg Chung-ot. 2015 októberében házasodtak össze a kaliforniai Santa Barbarában található El Capitan Canyon üdülőhelyen. Az esküvő háromnapos ünneplés volt, amely Halloween estéjén egy üdvözlő vacsorát is takart, amelyen a vendégeknek jelmezeket kellett viselniük, majd október 31-én esküvői szertartás következett, ami során Chung és Greenberg felekezet nélküli fogadalmat tettek.

## Filmográfia

### Film
| Év   | Cím                                                          | Eredeti cím                                              | Szerep                               | Magyar hang        | Rendező            |
| ---- | ------------------------------------------------------------ | -------------------------------------------------------- | ------------------------------------ | ------------------ | ------------------ |
| 2007 | Férj és férj                                                 | I Now Pronounce You Chuck and Larry                      | Hooters lány                         | Csondor Kata       | Dennis Dugan (1.)  |
| 2009 | Dragonball: Evolúció                                         | Dragonball Evolution                                     | Chi-Chi                              | Nemes Takách Kata  | James Wong         |
| 2009 | Kegyetlen titok                                              | Sorority Row                                             | Claire Wen                           | Dögei Éva          | Stewart Hendler    |
| 2009 |                                                              | Burning Palms                                            | Ginny Bai                            |                    | Christopher Landon |
| 2010 | Nagyfiúk                                                     | Grown Ups                                                | Amber Hilliard                       | Bogdányi Titanilla | Dennis Dugan (2.)  |
| 2011 | Álomháború                                                   | Sucker Punch                                             | Amber                                | Tamási Nikolett    | Zack Snyder        |
| 2011 | Másnaposok 2.                                                | The Hangover Part II.                                    | Lauren                               | Bánfalvi Eszter    | Todd Phillips (1.) |
| 2012 | Fék nélkül                                                   | Premium Rush                                             | Nima                                 | Molnár Ilona       | David Koepp        |
| 2012 | A vasöklű férfi                                              | The Man with the Iron Fists                              | Lady Silk                            | Bogdányi Titanilla | RZA                |
| 2012 |                                                              | Eden                                                     | Eden                                 |                    | Megan Griffiths    |
| 2012 | Késpárbaj                                                    | Knife Fight                                              | Kerstin                              | Bogdányi Titanilla | Bill Guttentag     |
| 2013 | Másnaposok 3.                                                | The Hangover Part III.                                   | Lauren Price                         | Bánfalvi Eszter    | Todd Phillips (2.) |
| 2014 |                                                              | Flight 7500                                              | Suzy Lee                             |                    | Simizu Takasi      |
| 2014 |                                                              | Bad Johnson                                              | Jamie                                |                    | Huck Botko         |
| 2014 | Sin City: Ölni tudnál érte                                   | Sin City: A Dame to Kill For                             | Miho                                 | nem szólal meg     | Frank Miller       |
| 2014 | Sodródva                                                     | Rudderless                                               | Lisa Martin                          | Kis-Kovács Luca    | William H. Macy    |
| 2014 | Hős6os                                                       | Big Hero 6                                               | GoGo Tomago (hangja)                 | Bogdányi Titanilla | Don Hall           |
| 2015 |                                                              | A Year and Change                                        | Pam                                  |                    | Stephen Suettinger |
| 2015 | Hongkongban már holnap van                                   | Already Tomorrow in Hong Kong                            | Ruby                                 |                    | Emily Ting         |
| 2016 | Kocsmatúra                                                   | Flock of Dudes                                           | Katherine                            | Csuha Borbála      | Bob Castrone       |
| 2016 | Hivatali karácsony                                           | Office Christmas Party                                   | Meghan                               | Kardos Eszter      | Will Speck         |
| 2017 | Anna és Ben                                                  | Band Aid                                                 | Cassandra Diabla                     | Bogdányi Titanilla | Zoe Lister-Jones   |
| 2018 | 1985                                                         | 1985                                                     | Carly                                |                    | Yen Tan            |
| 2019 |                                                              | DC Showcase: Death                                       | Halál (hangja)                       |                    | Sam Liu (1.)       |
| 2020 | Veszélyes hazugságok                                         | Dangerous Lies                                           | Julia                                |                    | Michael M. Scott   |
| 2021 | Batman: A sárkány lelke                                      | Batman: Soul of the Dragon                               | Jade Nguyen (hangja)                 | Urbán-Szabó Fanni  | Sam Liu (2.)       |
| 2021 | Tolvajok társasága                                           | The Misfits                                              | Violet                               | Bogdányi Titanilla | Renny Harlin       |
| 2023 | Az Igazság Ligája és RWBY: Szuperhősök és vadászok – 2. rész | Justice League x RWBY: Super Heroes & Huntsmen, Part Two | Fekete kanári / Dinah Lance (hangja) |                    | Kerry Shawcross    |
| 2024 |                                                              | Junction                                                 | Katie                                |                    | Bryan Greenberg    |
| 2024 |                                                              | Reunion                                                  | Jasmine Park                         |                    | Chris Nelson       |

### Televízió
| Év        | Magyar cím                   | Eredeti cím                                     | Szerep                  | Megjegyzések                                    |
| --------- | ---------------------------- | ----------------------------------------------- | ----------------------- | ----------------------------------------------- |
| 2004      |                              | The Real World: San Diego                       | önmaga                  | 28 epizód                                       |
| 2005      |                              | Real World/Road Rules Challenge: The Inferno II | önmaga / kihívó győztes | 17 epizód                                       |
| 2006      | Veronica Mars                | Veronica Mars                                   | flörtölő lány           | 1 epizód                                        |
| 2007      |                              | Katrina                                         | Ella                    | tévéfilm                                        |
| 2007      | Vészhelyzet                  | ER                                              | Jin Kim                 | 1 epizód                                        |
| 2007      | Ármány és szenvedély         | Days of Our Lives                               | Cordy Han               | 10 epizód                                       |
| 2007      | CSI: New York-i helyszínelők | CSI: NY                                         | Misty                   | 1 epizód                                        |
| 2007–2008 | Greek, a szövetség           | Greek                                           | Tri Pi nővér / Sienna   | 2 epizód                                        |
| 2008      |                              | Samurai Girl                                    | Heavan Kogo             | minisorozat                                     |
| 2009      | Castle                       | Castle                                          | Romy Lee                | 1 epizód                                        |
| 2009      | Hercegnővédelmi program      | Princess Protection Program                     | Chelsea Barnes          | tévéfilm                                        |
| 2010      | A Grace klinika              | Grey's Anatomy                                  | Trina Paiz              | 1 epizód                                        |
| 2012–2016 | Egyszer volt, hol nem volt   | Once Upon a Time                                | Mulan                   | - visszatérő szerep - 2-3., 5. évad (12 epizód) |
| 2014      |                              | Believe                                         | Janice Channing         | állandó szereplő (13 epizód)                    |
| 2015      |                              | Resident Advisors                               | Olivia                  | állandó szereplő (7 epizód)                     |
| 2016      | Gotham                       | Gotham                                          | Valerie Vale            | visszatérő szerep (6 epizód)                    |
| 2017–2019 | The Gifted – Kiválasztottak  | The Gifted                                      | Clarice Fong / Blink    | állandó szereplő (29 epizód)                    |
| 2017–2021 | Hős6os: A sorozat            | Big Hero 6: The Series                          | Go Go Tomago            | állandó szereplő (45 epizód)                    |
| 2019      |                              | Sherwood                                        | Rose Trefgarne (hangja) | főszereplő                                      |
| 2020      |                              | Awkwafina Is Nora from Queens                   | fiatal nagymama         | 1 epizód                                        |
| 2020      | Rólunk szól                  | This is Us                                      | Ava                     | 1 epizód                                        |
| 2020      | Lovecraft Country            | Lovecraft Country                               | Ji-Ah                   | visszatérő szerep (6 epizód)                    |
| 2021      | Star Wars: Látomások         | Star Wars: Visions                              | Misa (hangja)           |                                                 |
| 2021–2022 | Dexter: Új vér               | Dexter: New Blood                               | Molly Park              | visszatérő szerep (7 epizód)                    |
| 2023      |                              | Finding Your Roots                              | önmaga                  | 1 epizód                                        |
| 2023      | Utódlás                      | Succession                                      | Beth                    | 1 epizód                                        |

### Videójátékok
| Év   | Cím                                     | Szerep       |
| ---- | --------------------------------------- | ------------ |
| 2009 | Command & Conquer Red Alert 3: Uprising | Takara       |
| 2011 | X-Men: Destiny                          | Aimi Yoshida |
| 2018 | Destiny 2 – Warmind                     | Ana Bray     |
| 2019 | Kingdom Hearts III                      | Go Go Tomago |

## Díjak és jelölések
Jamie Chung nyerte a 2009-es női Stars of Tomorrow-díjat a ShoWest moziipari kiállításon, ezzel egyidejűleg a Kegyetlen titok filmes szerepét.
A 2012-es Seattle-i Nemzetközi Filmfesztiválon Chung elnyerte az Eden című film legjobb színésznőjének járó Golden Space Needle-díjat.

## Fordítás
- Ez a szócikk részben vagy egészben  a   Jamie Chung című angol Wikipédia-szócikk fordításán alapul.  Az eredeti cikk szerkesztőit annak laptörténete sorolja fel. Ez a jelzés csupán a megfogalmazás eredetét és a szerzői jogokat jelzi, nem szolgál a cikkben szereplő információk forrásmegjelöléseként.